# Vordere Brandjochspitze
Vordere Brandjochspitze – szczyt w paśmie Karwendel, w Alpach Wschodnich. Leży w Austrii, w kraju związkowym Tyrol, przy granicy z Niemcami. Sąsiaduje z Hintere Brandjochspitze.
Pierwszego wejścia, w 1867 r., dokonał Julius Pock.